# Right About Now
Right About Now är det svenska garagerockbandet The Peepshows' debut-EP, utgiven 1999 på CD av Sidekicks Records och på 10"-vinyl av Safety Pin Records.

## Låtlista
Där inte annat anges är låtarna skrivna av The Peepshows.

### Vinylutgåvan

#### A-sidan
1. "Sometime-O-Time"
2. "Right Now"
3. "On My Own"

#### B-sidan
1. "Shove It"
2. "I Don't Wanna" (Jeff Dahl)
3. "Million Dollar Legs"
4. "Dirty Motherfucker"

### CD-utgåvan
1. "Sometime-O-Time"
2. "Right Now"
3. "On My Own"
4. "Shove It"
5. "I Don't Wanna" (Jeff Dahl)
6. "Million Dollar Legs"
7. "Dirty Motherfucker"

## Personal
- Peter in de Betou - mastering
- Matthias Fransson - bas
- Mathias Färm - producent, tekniker
- Magnus Hägerås - gitarr
- Johan Sandström - trummor
- Mieszko Talarczyk - tekniker
- Andreas Wolfbrandet - gitarr, sång

### Fotnoter
1. 1 2  ”Right About Now”. Burning Heart Records. http://www.burningheart.com/bands/index.php?id=57&bio=2. Läst 14 april 2012.
2. ↑  ”Right About Now”. Discogs.com. http://www.discogs.com/Peepshows-Right-About-Now/release/2789713. Läst 14 april 2012.